# 끼엔르엉현
끼엔르엉현(베트남어: Huyện Kiên Lương / 縣堅良)은 베트남 메콩강 삼각주 끼엔장성의 현이다.

## 행정 구역
끼엔르엉현은 1시진, 7사를 관할하고 있다.

### 시진
- 끼엔르엉 시전 (Thị trấn Kiên Lương, 堅良市鎭)

### 사
- 빈안 사 (Xã Bình An, 平安社)
- 빈찌 사 (Xã Bình Trị, 平治社)
- 즈엉호아사 (Xã Dương Hòa, 陽和社)
- 호아디엔사 (Xã Hòa Điền, 和田社)
- 혼응에사 (Xã Hòn Nghệ, 塊藝社)
- 끼엔빈 사 (Xã Kiên Bình, 堅平社)
- 선하이 사 (Xã Sơn Hải, 山海社)